# John Wayne Glover
John Wayne Glover (26 de noviembre de 1932-9 de septiembre de 2005) fue un asesino en serie inglés-australiano condenado por el asesinato de seis mujeres ancianas (de 60 a 93 años), durante un período de 14 meses, de 1989 a 1990, incluida Winifreda, Lady Ashton, viuda del pintor impresionista inglés-australiano Sir Will Ashton, en los suburbios situados en North Shore de Sídney. El hecho de que todas las víctimas fueran mujeres mayores llevó a Glover a ganarse el apodo de The Granny Killer por parte de la prensa. Tras su arresto en 1990, admitió los asesinatos y fue sentenciado a varias penas consecutivas de cadena perpetua sin posibilidad de libertad condicional. Se ahorcó en prisión el 9 de septiembre de 2005.

## Biografía

### Antecedentes
Originario de una familia de clase trabajadora de Wolverhampton, Inglaterra, Glover fue condenado por muchos delitos menores que se remontan a 1947 por robar ropa y bolsos. Dejó la escuela a los 14 años. Sirvió en el ejército británico pero fue expulsado cuando se descubrieron estos delitos. Más tarde, emigró a Australia en 1956 o 1957 sin calificaciones donde vivió por primera vez en Melbourne. Poco después de emigrar de Inglaterra a Australia, Glover (que adquiriría la ciudadanía australiana naturalizada) fue condenado por dos cargos de hurto en Victoria y un cargo de hurto en Nueva Gales del Sur. En 1962, fue declarado culpable de dos cargos de agresión a mujeres en Melbourne, dos cargos de agresión indecente, uno de agresión que provocó "daños corporales reales" y otros cuatro cargos de hurto. Fue sentenciado a una fianza por buena conducta de tres años.
Tuvo una relación problemática con mujeres mayores en su vida, especialmente con su madre Freda (que tuvo varios maridos y muchos novios), y después de 1968, con su suegra cuando se casó con Gay Rolls y se mudó a casa de los suegros en Mosman, Sídney. La madre de Glover se mudó a Australia en 1976; murió de cáncer de mama en 1989. Más tarde ese año, a Glover le diagnosticaron cáncer de mama masculino. Glover se separó por entonces de su esposa, quien se llevó a sus hijas con ella a Nueva Zelanda. Antes de que John Glover comenzara sus asesinatos a finales de la década de 1980, era voluntario en la Sociedad de Ciudadanos Mayores y entre sus amigos era considerado un hombre amigable y digno de confianza. Era un hombre casado, con dos hijas y parecía vivir un estilo de vida feliz en Mosman. Glover trabajaba como representante de ventas para la empresa de pasteles de carne Four'N Twenty.

## Asesinatos
No se han encontrado pruebas de asesinato contra Glover antes de 1989, cuando tenía 56 años. En ese momento, llevaba 20 años casado y tenía dos hijas, y su esposa no tenía conocimiento de sus delitos anteriores. Glover admitió los asesinatos cuando se enfrentó a las pruebas policiales. Negó responsabilidad por otros crímenes de los que era el principal sospechoso, incluido el brutal asesinato de la artista Florence Broadhurst, de 78 años, en su estudio de Paddington en 1977. Varios años después de su condena, Glover admitió que nunca le preocupó quién fueron sus víctimas, o por qué las mató. Dijo que quería dejar de matar, pero no podía. Después de cada asesinato, aparentemente seguía con su vida normal.

### Delito previo al asesinato
El 11 de enero de 1989, Margaret Todhunter, de 84 años, caminaba por Hale Road, Mosman, donde fue vista por Glover. Después de estacionar su auto, caminó hacia la víctima. Le dio un puñetazo a Todhunter en la cara y le robó el contenido de su bolso, incluidos 209 dólares. Luego, Glover fue al club Mosman Returns and Services League (RSL), donde gastó el dinero de la señora Todhunter. La policía investigadora concluyó que el ataque fue un atraco y tenía pocas esperanzas de encontrar al perpetrador.

### Gwendolin Mitchelhill
El 1 de marzo de 1989, cuando Glover salía del Mosman RSL en Military Road, vio a Gwendolin Mitchelhill, de 82 años, caminando por la calle. Glover regresó a su auto y se puso un martillo bajo el cinturón. Siguió a Mitchelhill hasta el vestíbulo de entrada de su edificio de apartamentos en Military Road. Cuando ella iba a abrir la puerta principal, él la golpeó con el martillo en la nuca. Luego continuó golpeándola en la cabeza y el cuerpo; varias de sus costillas estaban rotas. Glover huyó de la escena y se llevó su bolso que contenía 100 dólares. Mitchelhill todavía estaba viva cuando fue encontrada por dos escolares, pero murió poco después de que llegaran la policía y la ambulancia. La policía no tenía testigos ni pistas y nada concreto vinculaba este ataque con el ataque anterior contra Margaret Todhunter. Tampoco se disponía de pruebas forenses, ya que vecinos bien intencionados, creyendo que simplemente se había caído, habían lavado la escena del crimen. La policía supuso que se trataba de otro atraco que salió mal.

### Lady Winfreda Isabel Ashton (Hoggard)
El 9 de mayo de 1989, Glover caminaba por Military Road cuando vio a Lady Ashton, de 84 años, viuda del artista impresionista inglés-australiano Sir John William Ashton, caminando hacia él. Estaba de camino a su casa en la cercana calle Raglan. Glover se puso un par de guantes y la siguió hasta el vestíbulo de su apartamento, donde la atacó con su martillo. Luego la arrojó al suelo y la arrastró hasta un cubo de basura, donde le golpeó repetidamente la cabeza contra el pavimento. Glover recordó que ella casi lo había dominado, hasta que él cayó encima de ella y comenzó a golpearle la cabeza contra el pavimento. Después de que ella quedó inconsciente, John Glover le quitó las pantimedias y la estranguló. Colocó el bastón y los zapatos de Lady Ashton a sus pies. Luego se fue con su bolso que contenía 100 dólares. Glover se dirigió al Mosman RSL, donde comentó al personal que esperaba que las sirenas afuera no se debieran a otro atraco.
La policía encontró a Lady Ashton tumbada boca abajo en diagonal sobre el suelo de cemento del pequeño compartimento del contenedor. Un charco de sangre estaba alrededor de su cabeza. Los pantis estaban tan apretados alrededor de su cuello que cortaban la piel. Tenía las piernas desnudas cruzadas y los brazos a los costados. De su boca salía un fino hilillo de sangre. En ese momento, la policía concluyó que se enfrentaban a un asesino en serie. Hasta la fecha, las tres víctimas eran ancianas adineradas, del mismo suburbio, y todas fueron agredidas o asesinadas de la misma manera antes de robarles sus bolsos.
Se realizó un examen post mortem y no se encontraron signos de semen. La marca de la ligadura alrededor de su cuello medía 9 cm. Tenía hematomas en la nariz, la sien, el cuello y ambos párpados. En algún momento durante la fuerte lucha, se mordió los labios, provocando daños en el revestimiento interno de la boca. Tenía una herida en la mejilla, que era un corte abierto que tenía una pequeña abrasión semicircular a unos centímetros de ella. El examinador notó que el anillo de diamantes de la víctima todavía estaba presente, lo que sugiere que no la habían matado por dinero.

### Más delitos
- El 6 de junio de 1989, Glover abusó sexualmente de Marjorie Moseley, de 77 años, en la casa de retiro Wesley Gardens en Belrose. La víctima informó al personal del hospital y a la policía que un hombre le había metido la mano debajo del camisón, pero que no recordaba cómo era.
- El 24 de junio de 1989, Glover visitó el asilo de ancianos Caroline Chisholm en Lane Cove, donde levantó el vestido de una paciente anciana y acarició sus nalgas. En una habitación vecina, deslizó la mano por la parte delantera del camisón de otra paciente y le acarició los senos. La mujer gritó pidiendo ayuda y el personal del hospital interrogó brevemente a Glover antes de irse.[10]
- El 8 de agosto de 1989, Glover agredió a la anciana Effie Carnie en una calle secundaria de Lindfield, en la costa norte superior de Sídney.[1]
- El 6 de octubre, Glover se hizo pasar por médico y pasó la mano por el vestido de Phyllis McNeil, una paciente del asilo de ancianos Wybenia en el suburbio de Neutral Bay, en la parte baja de North Shore. Glover se fue cuando la ciega McNeil pidió ayuda. En ese momento, aparentemente Glover nunca fue sospechoso ni identificado como responsable de los abusos.
- El 18 de octubre de 1989, Glover siguió a Doris Cox, viuda de 86 años, por Spit Road, Mosman, hasta su aldea de retiro. En la apartada escalera de la parte delantera de la casa, la atacó y le estrelló la cara contra una pared de ladrillos, donde cayó. Aunque sobrevivió a la agresión, no pudo proporcionar una descripción clara ni un recuerdo de los acontecimientos, probablemente debido a su demencia.[11] Según ella, el atacante era un hombre joven, posiblemente un adolescente o un patinador. Cox ayudó a la policía con un retrato robot, pero nuevamente, los vecinos habían limpiado la escena antes de que llegaran los investigadores.

### Margaret Pahud
El 2 de noviembre de 1989, Glover se acercó a Dorothy Beencke, residente de Lane Cove, de 78 años, mientras caminaba hacia su casa en una tranquila calle secundaria, justo al lado de Longueville Road, Lane Cove (a unos 10 km de Mosman). Luego, Glover entabló conversación con ella y se ofreció a llevarle la compra a casa. Beencke lo invitó a entrar a su casa a tomar una taza de té. Glover rechazó el té, pero al regresar por el callejón hacia la calle principal, pasó junto a otra anciana y luego la agredió por detrás.
La víctima esta vez fue la viuda Margaret Pahud, de 85 años (también de camino a casa después de hacer la compra), y la policía estaba segura de que se trataba de obra del "asesino de abuelas". La golpearon en la nuca con un instrumento contundente y, cuando se desplomó, él la golpeó de nuevo en un costado de la cabeza. Glover arregló la ropa, los zapatos y el bastón, tomó su bolso y se fue. Una vez más, nadie vio el ataque, pero a los pocos minutos, su cuerpo fue encontrado por una joven colegiala, quien al principio pensó que el cuerpo era un montón de ropa tirada en la calle. Los vecinos volvieron a lavar la escena del crimen. Mientras la policía y la ambulancia estaban en camino, Glover rebuscó en el contenido del bolso de Pahud en los terrenos de un club de golf cercano. Luego se dirigió al Mosman RSL Club para gastar nuevamente los 300 dólares que le había robado a Pahud.

### Olive Cleveland
A las 24 horas del asesinato de Pahud, el 3 de noviembre, Olive Cleveland, de 81 años, se convirtió en la cuarta mujer asesinada por el ahora llamado "asesino de abuelas". Glover entabló conversación con Cleveland mientras estaba sentada en un banco en las afueras de Wesley Gardens Retirement Village, donde vivía en el suburbio de Belrose. Cuando Cleveland se sintió incómoda, se levantó y caminó hacia el edificio principal; Glover la agarró por detrás y la obligó a bajar por una rampa hacia un carril lateral apartado, donde la empujó y golpeó repetidamente su cabeza contra el cemento antes de quitarle las pantimedias y atarlas fuertemente alrededor de su cuello. Una vez más, Glover reorganizó su ropa, zapatos y bastón, luego se fue, sacando dinero ($60) de su bolso. Una vez más, las heridas de la anciana se atribuyeron inicialmente a una fuerte caída, y la escena del crimen fue nuevamente limpiada. No se encontraron testigos presenciales. Poco después, el gobierno estatal duplicó la recompensa a 200.000 dólares.

### Muriel Falconer
El 23 de noviembre de 1989, Glover estaba sentado en el Hotel Buena Vista en Middle Head Road, Mosman, cuando vio a la viuda Muriel Falconer, de 93 años, caminando frente al hotel (regresando a casa con sus compras). Glover regresó a su coche (estacionado frente a la comisaría) para recuperar su martillo y sus guantes. Siguió a Falconer hasta el exterior de su casa en Muston Street. Él se acercó silenciosamente detrás de ella mientras Falconer, parcialmente sorda y ciega, abría la puerta principal. Le puso la mano en la boca para silenciarla, antes de golpearla repetidamente en la cabeza y el cuello con su martillo. Cuando cayó al suelo, Glover comenzó a quitarle las medias a Falconer. Mientras hacía esto, ella comenzó a recuperar el conocimiento y gritó pidiendo ayuda. Esto llevó a Glover a golpearla varias veces con el martillo hasta que finalmente se desmayó. Le quitó la ropa interior y la usó para estrangularla. Registró su bolso y el resto de su casa en busca de objetos de valor antes de irse con $100, nuevamente después de reorganizar sus zapatos. La tarde siguiente, el cuerpo fue descubierto por un vecino que entró con una llave de repuesto. La escena del crimen permaneció intacta y los investigadores pudieron recolectar pruebas forenses, incluidas huellas de zapatos con sangre. Un vecino describió al sospechoso como de mediana edad, corpulento y de pelo gris. La recompensa se incrementó a 250.000 dólares en Navidad.

### investigación policial
El 11 de enero de 1990, Glover visitó el Hospital de Greenwich en River Road, Greenwich, en su ronda de ventas de pasteles. Estaba vestido con su uniforme de trabajo y llevaba un portapapeles, y entró en la sala de cuidados paliativos del hospital, que albergaba a cuatro mujeres ancianas y enfermas, incluida Daisy Roberts, una paciente de 82 años con cáncer avanzado. Glover le preguntó si estaba perdiendo calor corporal, luego le levantó el camisón y la tocó de manera indecente. Roberts entró en pánico y pidió ayuda, tras lo cual una enfermera encontró a Glover en la sala. Cuando lo confrontaron, Glover salió corriendo de la sala y la enfermera pudo registrar el número de registro de su automóvil y notificó a la policía.
El personal del hospital pudo identificar y nombrar a Glover, como lo conocían por sus rondas de pasteles. Una semana después, la policía regresó con una fotografía de Glover, que tanto la enfermera como Roberts identificaron positivamente. Aunque se trató de un avance significativo, los asaltos al hospital no estuvieron relacionados con los asesinatos ni fueron reportados al grupo de trabajo contra asesinatos durante tres semanas. Los detectives de la comisaría de Chatswood se pusieron en contacto y confirmaron el nombre de Glover a través de sus empleadores. Los detectives se comunicaron con Glover y le solicitaron que asistiera a una entrevista en la comisaría al día siguiente. Cuando Glover no apareció, la policía llamó a su casa y su esposa les informó que había intentado suicidarse por sobredosis de pastillas y se estaba recuperando en el Ryal North Shore Hospital. La policía fue al hospital para ver a Glover, pero él se negó a ser entrevistado aunque les permitió tomar una fotografía. El personal del hospital entregó a la policía una nota de suicidio escrita por Glover, en el medio de la página de un folleto comercial de Four'N Twenty Pies, que contenía las palabras "no más abuelas... abuelas" y "Essie [la suegra de Glover] lo inició".
Dos semanas más tarde, la nota de suicidio y la fotografía pasaron al grupo de trabajo (que ahora contaba con unos 70 miembros), tras lo cual los detectives creyeron inmediatamente que Glover era el asesino, aunque no tenían pruebas. El jefe del grupo de detectives dijo:

"Si nos hubiera dicho: "No quiero hablar", no habríamos podido demostrar nada. Aún así, la foto coincidía con las descripciones del sospechoso canoso y en su trabajo como vendedor de pasteles, Glover podría haber estado en cualquiera de las escenas del crimen.

Glover fue entrevistado sobre las agresiones en el asilo de ancianos y negó todas las acusaciones. La policía tenía pruebas limitadas y decidió no interrogarlo sobre los asesinatos, lo que le habría informado a Glover de las sospechas policiales. Glover fue puesto bajo constante vigilancia policial, incluso en un momento, con un dispositivo de seguimiento automático. Para asegurarse de que no lo siguieran, Glover daba la vuelta a la cuadra más de una vez o conducía en sentido contrario por calles de sentido único.

### Joan Sinclair
El 19 de marzo de 1990, Glover mató a su sexta y última víctima en Mosman. Era Joan Sinclair, divorciada de 60 años de Beauty Point, con quien Glover tenía una relación platónica. En ese momento, la policía tenía a Glover bajo vigilancia constante y observó cómo Sinclair dejaba entrar a Glover a su casa alrededor de las 10:00 a. m.. A la 1:00 p. m., no se vio ninguna señal de Glover ni movimiento dentro de la casa. La policía y el equipo de vigilancia se preocuparon alrededor de las 5:00 p. m. y obtuvieron permiso para ingresar a la casa a las 6:00 p. m. Dos policías uniformados llamaron a la puerta principal (aparentemente para comprobar si los perros ladraban) sin obtener respuesta, y al mirar por la puerta de cristal trasera, vieron un martillo tirado en un charco de sangre seca sobre una estera. Cuatro detectives registraron la casa y encontraron la cabeza maltratada de Sinclair envuelta en un paquete de toallas empapadas de sangre. Estaba desnuda de cintura para abajo y sus pantimedias estaban atadas alrededor de su cuello. Sus genitales resultaron dañados, pero Glover luego negó haberla violado. Después de encontrar el cuerpo de Sinclair, buscaron en la casa a Glover, quien fue encontrado inconsciente en la bañera llena.
Más tarde, Glover le dijo a la policía que asesinó a Joan Sinclair y explicó que habían estado teniendo una relación durante algún tiempo. Dijo que la golpeó en la cabeza con su martillo, le quitó los pantis y la estranguló con ellos. Glover hizo rodar el cuerpo sobre una colchoneta, envolvió cuatro toallas alrededor de sus extensas heridas en la cabeza para detener el flujo de sangre y luego arrastró su cuerpo por la habitación, dejando un rastro de sangre. Luego abrió el baño, tragó un puñado de Valium con una botella de Vat 69, se cortó la muñeca izquierda y se tumbó en la bañera para morir.

## Juicio
En el juicio, que comenzó el 28 de marzo de 1990, Glover se declaró inocente de sus crímenes por motivos de responsabilidad disminuida. Un psiquiatra dijo que Glover había acumulado hostilidad y agresión desde su infancia contra su madre y luego contra su suegra, de quien se decía que lo "provocaba". Cuando ella murió, él tuvo que descargar su agresión contra otra persona. El psiquiatra que estudió el caso también agregó que se trataba de un caso muy inusual porque existen muy pocos asesinos en serie, y la mayoría de ellos son enfermos mentales y/o tienen una enfermedad orgánica del cerebro; Glover estaba cuerdo en el momento de los asesinatos, pero un psiquiatra en el juicio, John Shand, dijo que Glover tenía un trastorno de personalidad grave.
El fiscal de la Corona sostuvo que Glover estaba muy consciente de sus acciones. Cuando mató, también estaba planeando qué hacer con el dinero de la víctima y también se tomó el tiempo para limpiar el martillo con ácido. Glover era impotente y no tenía ningún interés en el sexo. Entonces, atar las pantimedias tan apretadas alrededor del cuello de sus víctimas era para asegurarse de que estaban muertas, al mismo tiempo que intentaba engañar a la policía haciéndoles creer que esto era obra de un asesino por motivos sexuales.
Glover era adicto a las máquinas de póquer y la forma más fácil para él de conseguir más dinero era robar. Después de que se pronunció el veredicto de culpabilidad, el juez Wood declaró que estaba tratando con un prisionero extremadamente peligroso:

Puede elegir cuándo atacar y cuándo detener su mano. Es astuto y capaz de cubrir sus huellas. Es evidente que ha elegido cuidadosamente sus momentos. Aunque los crímenes han sido oportunistas, no ha actuado donde los riesgos eran abrumadores.

El período transcurrido desde enero de 1989 ha sido de delitos intensos y graves que entrañan violencia extrema infligida a mujeres de edad avanzada, acompañada de hurto o robo de sus bienes. Desde cualquier punto de vista, el prisionero ha demostrado ser una persona extremadamente peligrosa y esa opinión se reflejó en las opiniones de los psiquiatras que testificaron en su juicio.
No tengo otra alternativa que imponer la pena máxima disponible, lo que significa que el preso deberá pasar el resto de su vida natural en la cárcel.
Es inapropiado imponer una pena mínima que deba cumplirse antes de la libertad condicional. Teniendo en cuenta esas cadenas perpetuas, este no es un caso en el que el prisionero pueda ser liberado alguna vez de conformidad con una orden de este tribunal.

Nunca será liberado.

## Bosquejo de "Confesión"
Días antes de que Glover se suicidara, le entregó a su último visitante externo un boceto de un parque. Glover señaló dos pinos en la imagen. En el centro del pino de la derecha se podía ver el número "nueve" entre hojas y ramas. Se dice que el número nueve representa el número total de asesinatos o el número de asesinatos sin resolver cometidos por Glover.
Los asesinatos sin resolver que pueden haber sido cometidos por Glover incluyen:
1. Emmie May Anderson, 78, East Melbourne (19 de octubre de 1961)
2. Irene Kiddle, 61 años, St Kilda, Victoria (22 de marzo de 1963)
3. Elsie Boyes, 63 años, Prahran, Victoria (3 de junio de 1967)
4. Christina Yankos, 63 años, Albert Park (9 de abril de 1968)
5. Florence Broadhurst , 78, Paddington, Nueva Gales del Sur (16 de octubre de 1977)
6. Josephine McDonald, 72 años, Ettalong, Nueva Gales del Sur (29 de agosto de 1984)
7. Wanda Amundsen, 83, Umina, Nueva Gales del Sur (21 de noviembre de 1986)

## Encarcelamiento y muerte
Glover fue encarcelado en la prisión de Lithgow, donde estuvo recluido en una celda de máxima seguridad.
En mayo de 2005, Glover se desplomó en su celda y fue puesto bajo vigilancia por riesgo de suicidio después de decirle a los funcionarios de prisión: "Ya tuve suficiente, quiero suicidarme". Fue examinado por un equipo de revisión de salud mental y monitoreado por circuito cerrado de televisión. También se le realizaron exámenes médicos como seguimiento de las dos cirugías de cáncer a las que se había sometido el año anterior.
El 10 de septiembre de 2005, Glover fue encontrado muerto en su celda de la prisión de máxima seguridad de Lithgow y declarado muerto a la 1:25 p. m.. Se confirmó que el asesino en serie de 72 años se ahorcó.

## Medios de comunicación
Los asesinatos en serie de Glover fueron el foco del episodio de la serie uno de Crime Investigation Australia "No More Grannies/The Granny Killer", el episodio de la serie dos de Forensic Investigators titulado "Granny Killer" y un episodio de Under Investigation presentado por Liz Hayes.